# Инцидент в аэропорту Сан-Франциско
Инцидент в аэропорту Сан-Франциско — авиационный инцидент с участием пяти авиалайнеров, произошедший 7 июля 2017 года. Авиалайнер Airbus A320-211 авиакомпании Air Canada выполнял регулярный рейс AC759 по маршруту Торонто—Сан-Франциско, но вместо ВПП №28R аэропорта Сан-Франциско начал заходить на посадку на рулёжную дорожку C, где ожидали очереди на взлёт 4 других авиалайнера: 2 Boeing 787-9 Dreamliner и 1 Boeing 737-924ER авиакомпании United Airlines (рейсы UA1, UA863 и UA1118), а также Airbus A340-313 авиакомпании Philippine Airlines (рейс PR115). Пилоты рейса AC759 успели уйти на второй круг, после чего его посадка и дальнейший взлёт 4 самолётов, стоявших на рулёжной дорожке С, прошли без происшествий; никто из 140 человек (135 пассажиров и 5 членов экипажа), находившихся на борту рейса 759, не пострадал.
При расследовании причин инцидента было отмечено, что сложившаяся ситуация могла привести к крупнейшей авиационной катастрофе в истории, так как риску подверглись 5 самолётов и 1020 человек.

## Сведения о самолётах

### Рейс AC759
Самолёт
Airbus A320-211 (регистрационный номер C-FKCK, серийный 265) был выпущен в 1991 году (первый полёт совершил 29 октября под тестовым б/н F-WWDR). 17 января 1992 года был передан авиакомпании Air Canada. Оснащён двумя турбовентиляторными двигателями CFM International CFM56-5A1. На день инцидента налетал 82 427 часов.
Экипаж
Состав экипажа рейса AC759 был таким:
- Командир воздушного судна (КВС) — 56-летний Димитриос Киссес (англ. Dimitrios Kisses). Очень опытный пилот, в авиакомпании Air Canada проработал 17 лет (с 2000 года), до этого работал в авиакомпании Canadian Airlines (с 1998 по 2000 годы). В должности командира Airbus A320 — с 2007 года (до этого управлял им в качестве второго пилота). Налетал свыше 20 000 часов, 7063 из них на Airbus A320 (4797 из них в качестве КВС)[7].
- Второй пилот — 42-летний Мэттью Дампир (англ. Matthew Dampier). Очень опытный пилот, в авиакомпании Air Canada проработал 9 лет и 7 месяцев (с декабря 2007 года). Налетал свыше 10 000 часов, 2343 из них на Airbus A320[7].

В салоне самолёта работали 3 бортпроводника.

### Рейс UA1

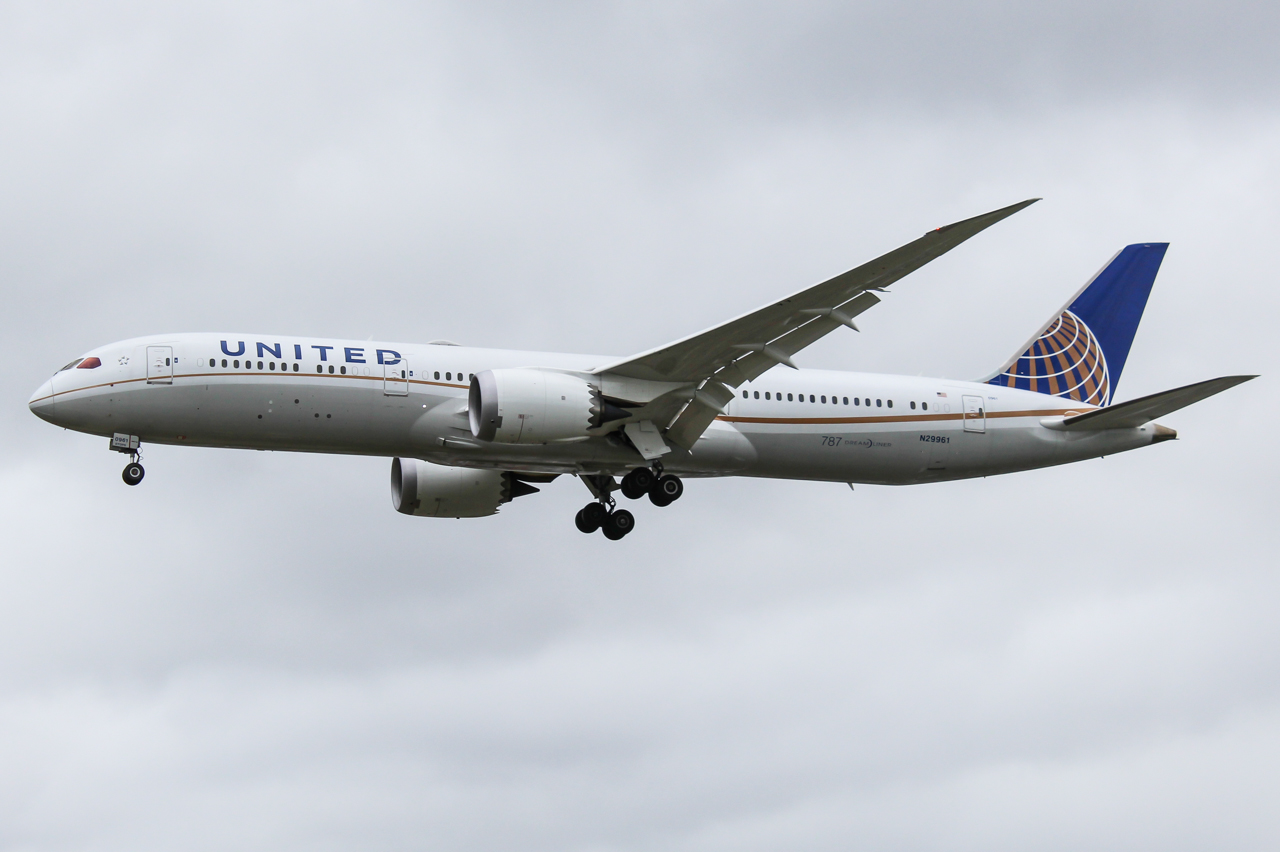
Борт N29961 за 4 месяца до инцидента

Boeing 787-9 Dreamliner (регистрационный номер N29961, заводской 37811, серийный 363) был выпущен в 2015 году (первый полёт совершил 30 октября). 25 ноября того же года был передан авиакомпании United Airlines. Оснащён двумя турбовентиляторными двигателями General Electric GEnx-1B74.
Самолёт выполнял регулярный межконтинентальный рейс UA1 по маршруту Сан-Франциско—Сингапур, на его борту находились 187 человек (177 пассажиров и 10 членов экипажа).

### Рейс PR115

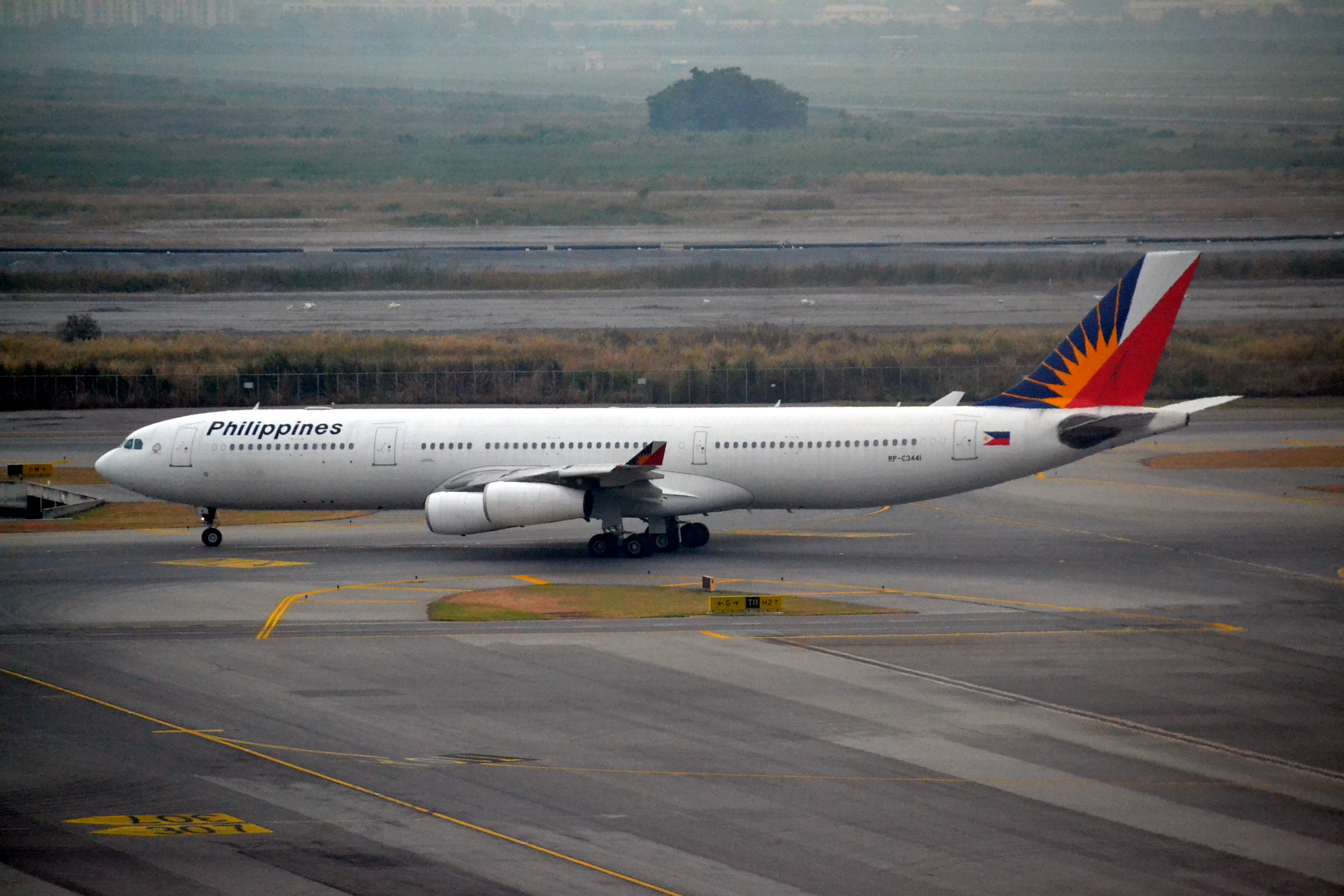
Борт RP-C3441 за 1 год и 7 месяцев до инцидента

Airbus A340-313 (регистрационный номер RP-C3441, серийный 474) был выпущен в 2002 году (первый полёт совершил 22 апреля под тестовым б/н F-WWJG). 21 мая того же года был передан авиакомпании Iberia, в которой получил б/н EC-IDF и имя Mariana Pineda. 2 июля 2014 года был куплен авиакомпанией Philippine Airlines и его бортовой номер сменился на RP-C3441. Оснащён четырьмя турбовентиляторными двигателями CFM International CFM56-5C4.
Самолёт выполнял регулярный межконтинентальный рейс PR115 по маршруту Сан-Франциско—Манила, на его борту находились 264 человека (252 пассажира и 12 членов экипажа).

### Рейс UA863

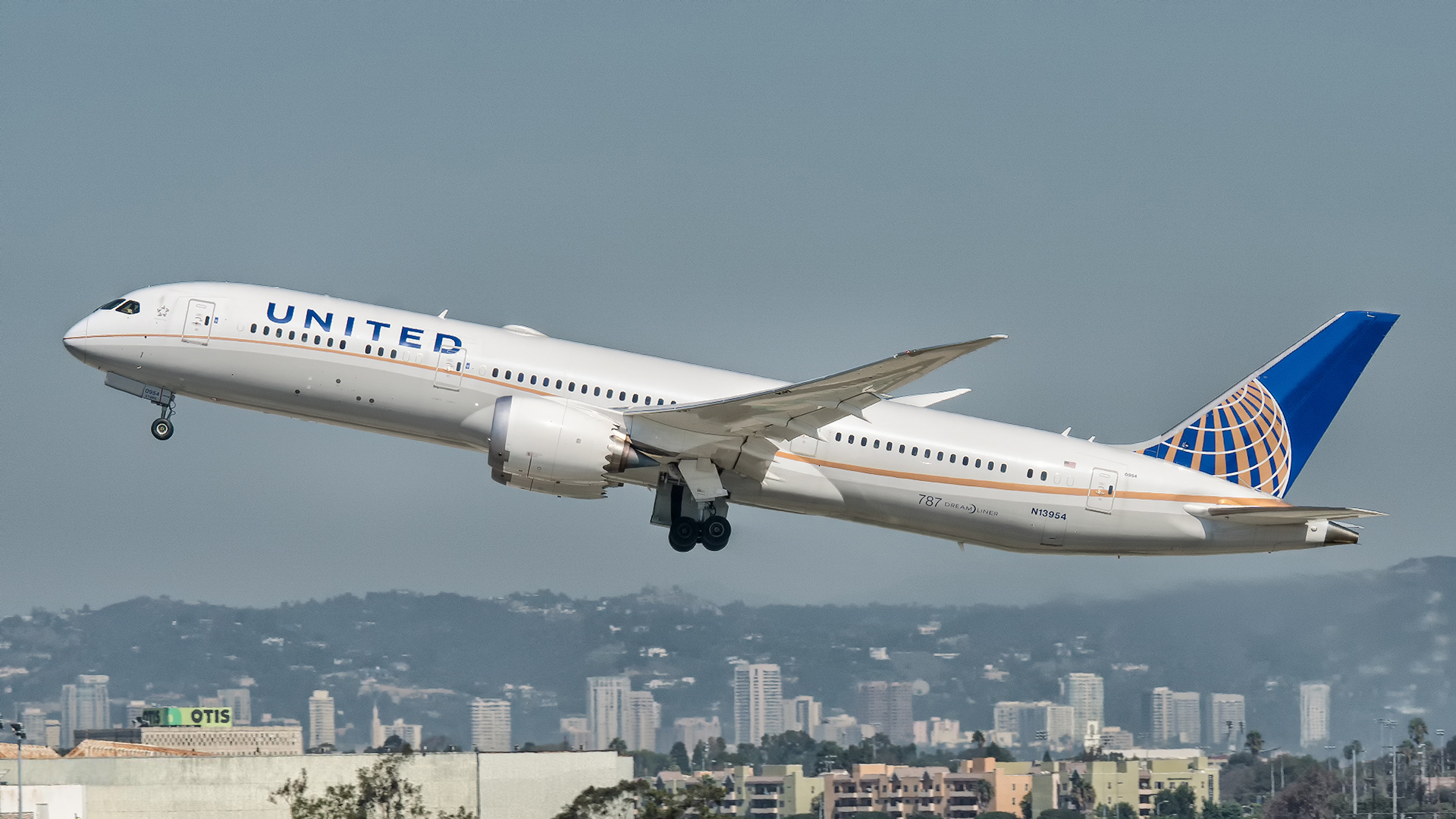
Борт N13954 за 1 год и 9 месяцев до инцидента

Boeing 787-9 Dreamliner (регистрационный номер N13954, заводской 36405, серийный 275) был выпущен в 2015 году (первый полёт совершил 6 марта). 31 марта того же года был передан авиакомпании United Airlines. Оснащён двумя турбовентиляторными двигателями General Electric GEnx-1B74.
Самолёт выполнял регулярный межконтинентальный рейс UA863 по маршруту Сан-Франциско—Сидней, на его борту находились 252 человека (242 пассажира и 10 членов экипажа).

### Рейс UA1118

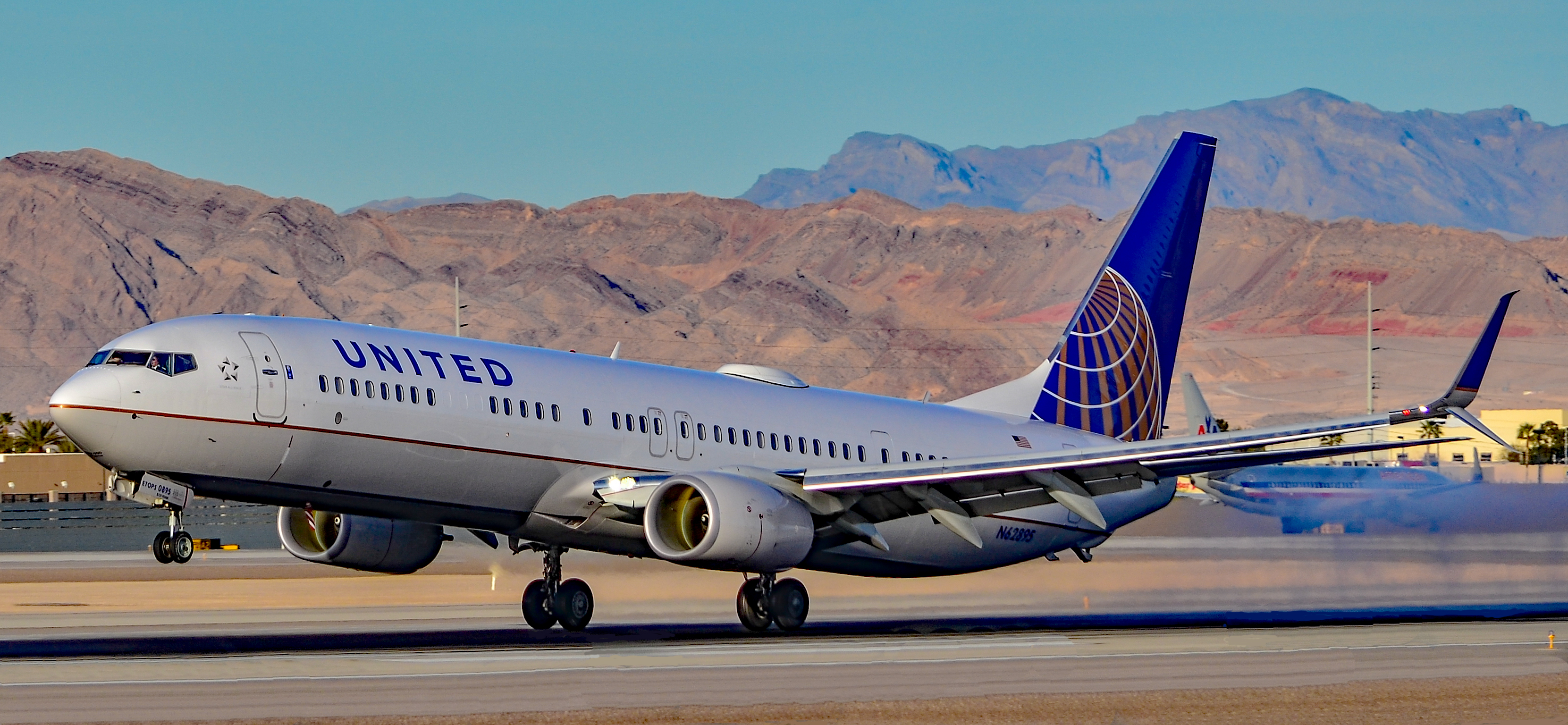
Борт N62895 за 4 месяца до инцидента

Boeing 737-924ER (регистрационный номер N62895, заводской 62769, серийный 6105) был выпущен в 2016 году (первый полёт совершил 2 октября). 11 октября того же года был передан авиакомпании United Airlines. Оснащён двумя турбовентиляторными двигателями CFM International CFM56-7B26.
Самолёт выполнял регулярный рейс UA1118 по маршруту Сан-Франциско—Канкун, на его борту находились 177 человек (170 пассажиров и 7 членов экипажа).

## Хронология событий
Рейс AC759 вылетел из Торонто в 21:25 EDT. Его выполнял Airbus A320-211 борт C-FKCK, на его борту находились 5 членов экипажа и 135 пассажиров.
В 23:56 PDT рейсу 759 было дано разрешение на посадку на ВПП №28R аэропорта Сан-Франциско, однако вместо этого он начал выполнять заход на посадку на расположенную параллельно этой ВПП рулёжную дорожку С, где в это время находились в ожидании очереди на взлёт 4 самолёта — рейсы UA1 (Boeing 787-9 Dreamliner борт N29961), PR115 (Airbus A340-313 борт RP-C3441), UA863 (Boeing 787-9 Dreamliner борт N13954) и UA1118 (Boeing 737-924ER борт N62895). Пилот рейса 759 заметил огни самолётов на земле и уточнил у авиадиспетчера, точно ли самолёт может садиться на ВПП №28R, на что авиадиспетчер заверил его: На 28-й правой нет никого, кроме вас (англ. There's no one on 28R but you). Посадка производилась визуально, а не по приборам.
Когда рейс 759 уже приближался к земле, один из пилотов рейса UA1 воскликнул: Куда лезет этот тип? Он над рулёжной дорожкой! (англ. Where is this guy going? He's on the taxiway!). Пилоты рейса PR115 включили посадочные огни своего лайнера, чтобы подать пилотам идущего на посадку рейса 759 сигнал об их ошибке.
Осознав, что может произойти столкновение, авиадиспетчер дал команду рейсу 759 уходить на второй круг, что и было сделано. На момент ухода на второй круг рейс AC759 уже пролетел над двумя лайнерами в очереди и приближался к третьему.
После команды прервать заход на посадку авиадиспетчер пояснил рейсу 759: Похоже, что вы тут выровнялись на Чарли [рулёжную дорожку С] (англ. It looks like you were lined up for Charlie [Taxiway C] there). Один из пилотов рейса UA1 сообщил авиадиспетчеру: Эйр Канада пролетел прямо над нами (англ. Air Canada flew directly over us), на что тот ответил: Да, я это видел, парни (англ. Yeah, I saw that, guys).
Повторный заход на посадку рейса AC759 и последующий взлёт 4-х лайнеров, стоявших на рулёжной дорожке C, прошли без дальнейших происшествий. Через 21 минуту после ухода на второй круг рейс 759 остановился в положенном месте у терминала аэропорта Сан-Франциско, никто из 140 человек на его борту не пострадал.

## Расследование

Диаграмма расположения: ВПП №28R, закрытая ВПП №28L и рулёжная дорожка С

Расследование причин инцидента в аэропорту Сан-Франциско проводил Национальный совет по безопасности на транспорте (NTSB).
Уже изначальные оценки экспертов показывали, что до прерывания захода на посадку рейс AC759 отделяли от самолётов на земле примерно 50-70 метров; после окончания расследования была опубликована более точная информация: самолёт пролетел на высоте 39,6 метров над рейсом UA1 и 32,3 метров над рейсом PR115. В 23:56:07 поступила команда от авиадиспетчера об уходе на второй круг, но, прежде чем она была выполнена, самолёт успел опуститься до 24,68 метров. Из-за уклонения от курса лайнер на 12 секунд исчез с радара авиадиспетчера и появился там снова уже после того, как пролетел над рейсом UA1.
Среди пассажиров на борту рейса 759 находился комиссионер по страхованию штата Калифорния Дэвид Джонс, который затем отправил в авиакомпанию Air Canada письмо с требованием тщательно расследовать инцидент. Он сообщил, что пассажиры в момент инцидента почувствовали, как самолёт внезапно начал круто набирать высоту, а двигатели заработали сильнее. Кроме того, он отметил, что КВС очень расплывчато объяснил пассажирам причину ухода на второй круг, и о том, что случилось в действительности, Джонс узнал лишь впоследствии из публикаций в прессе. Аналогичное описание было получено от другой пассажирки рейса AC759: по её словам, самолёт перед самым приземлением рванулся вверх, а краткое объявление командира о необходимости нового захода на посадку не вызвало у пассажиров беспокойства. Она сама также узнала о подробностях инцидента лишь 10 июля с сайта «The Mercury News».
2 мая 2018 года NTSB обнародовал видеозапись инцидента, сделанную камерой видеонаблюдения в аэропорту Сан-Франциско.
В NTSB сообщение об инциденте поступило лишь 9 июля — к тому моменту борт Air Canada C-FKCK успел сделать 3 других рейса общей длительностью более 12 часов, в результате чего записи речевого самописца со дня инцидента к началу расследования были уже перезаписаны. Эта задержка вызвала критику со стороны экспертов: в частности, Мэри Скьяво, ранее бывшая генеральным инспектором Министерства транспорта США, сказала: «У них была возможность сделать SFO [аэропорт Сан-Франциско] безопаснее, и теперь она упущена». Бывший председатель NTSB Джеймс Холл (англ. James Hall) заявил, что необходимо пересмотреть правила, касающиеся того, о каких происшествиях необходимо сообщать немедленно: «Это, наверное, наиболее серьёзное опасное сближение, которое у нас было за это десятилетие», — подчеркнул он.
Росс Эймер (англ. Ross Eymer), глава экспертной организации «Aero Consulting Experts» и бывший пилот авиакомпании United Airlines, узнав об инциденте, прокомментировал, что, «пожалуй, случившееся грозило стать крупнейшей авиакатастрофой в истории».
Пилоты рейса АС759 объяснили свою ошибку следующим образом: назначенную им ВПП №28R они приняли за соседнюю с ней ВПП №28L, что, в свою очередь, привело к тому, что находившуюся ещё правее рулёжную дорожку С они и спутали с ВПП №28R. Настоящая ВПП №28L была закрыта на техобслуживание, однако на ней находился светящийся запрещающий знак «Х», а экипажам самолётов заранее сообщали о её закрытии. Экипаж рейса 759 не разглядел самолёты на рулёжной дорожке, но во время захода на посадку они почувствовали, что что-то не так.
В ходе расследования было выяснено, что, хотя той ночью дежурили два авиадиспетчера, непосредственно в момент инцидента в командно-диспетчерском пункте находился только один. Кроме того, хотя в аэропорту Сан-Франциско система радарного слежения настроена так, чтобы определять ошибочные заходы самолётов на посадку на занятые ВПП и сигнализировать о них авиадиспетчеру, она не рассчитана на попытки посадки на рулёжные дорожки; об этой проблеме было известно, и с 2016 года велось обновление системы, однако ко времени инцидента оно ещё не было завершено. Авиадиспетчер Брайан Делукки (англ. Brian Delucchi) впоследствии отметил, что исчезновение самолёта с радара показалось ему странным, но не встревожило, так как он следил за ним в бинокль.
Окончательный отчёт расследования NTSB был опубликован 25 сентября 2018 года.
Согласно отчёту, основной причиной инцидента стали ошибочные действия экипажа. Также в отчёте (в биографии второго пилота рейса AC759) было отмечено, что ему дважды было отказано в повышении до командира из-за неаккуратных заходов на посадку.
По словам обоих пилотов рейса 759, ко времени инцидента они были очень уставшими. Сильной усталостью КВС объяснил и то, что он не сообщил об инциденте в авиакомпанию Air Canada в тот же день.